# Melinda O. Fee
Melinda O. Fee est une actrice américaine née le 7 octobre 1942 à Los Angeles.
Son premier rôle était dans la série-télé Love of Life. Sa mère, Astrid Allwyn, fut également actrice.
La plupart des autres rôles de télévision de Melinda Fee étaient des feuilletons (soap opera) comme Guiding Light rôle de Charlotte Waring Fletcher Bauer de 1970-1973, Des jours et des vies dans le rôle de Mary Anderson de 1981-1982, et Santa Barbara comme Olivia Welles 1987-1988. Elle a également joué avec David McCallum dans la série de télévision de courte durée L'Homme invisible (1975-1976), en jouant la femme du personnage-titre. Melinda Fee a également joué dans les films réalisés pour la télévision, et l'invitée vedette sur de nombreuses séries télévisées des années 1970, y compris Quincy, Super Jaimie, Chips, Huit, ça suffit !, et Dallas.
En 1984, Melinda Fee a remplacé temporairement Brenda Dickson dans le rôle de Jill Foster Abbott dans Les Feux de l'amour.
Elle a joué dans des films comme The Unkissed Bride (1966) de Jack H. Harris, Fondu au noir (1980) de Vernon Zimmerman et La Revanche de Freddy (A Nightmare On Elm Street Part 2) (1985) de Jack Sholder.
Melinda Fee a fait quelques apparitions à la télévision comme vedette invitée dans Mon Martien favori, Perdus dans l'espace, K 2000, et Beverly Hills 90210 également quelques apparitions dans le jeu télé The Match Game avec Gene Rayburn.

## Filmographie partielle

### Cinéma
- 1966 : The Unkissed Bride de Jack H. Harris
- 1980 : Fondu au noir (Fade to black) de Vernon Zimmerman
- 1985 : Doin' Time de George Mendeluk
- 1985 : La Revanche de Freddy (A Nightmare On Elm Street Part 2: Freddy's Revenge) de Jack Sholder

### Télévision
- 1975 : L'Homme invisible (série télévisée)
- 1980 : Le Cauchemar aux yeux verts (téléfilm)
- 1983 : K 2000 (série télévisée)
- 1991 : Détour vers le bonheur (téléfilm)